# 1991-es spliti tüntetés
Az 1991-es spliti tüntetés (horvátul: Demonstracija u Splitu 1991) egy a Jugoszláv Néphadsereg (Jugoslovenska Narodna Armija – JNA) elleni utcai tüntetés volt a horvátországi Splitben, 1991. május 6-án. A tiltakozást a horvát szakszervezeti szövetség szervezte a spliti hajógyárban, és miközben a tüntetők végigvonultak az utcákon a város más cégeitől jött munkások, valamint a város lakói is csatlakoztak hozzá. A tüntetés végül 100 000 fősre duzzadt.
A felvonulás a Banovina épülete előtt, ahol akkoriban a JNA spliti főhadiszállása volt, pikettel ért véget. A tüntetők követelték Kijevo község a JNA általi blokádjának megszüntetését. Az épület előtt dulakodás tört ki, majd egy JNA katonát állítólag a tömegből leadott lövés ölt meg. A tüntetés négy szervezőjét egy hónappal később a JNA letartóztatta, katonai bíróság elé állították és elítélték őket. Hónapokkal később egy fogolycsere során szabadultak. A tiltakozás hatására a JNA a korábban Splitben állomásozó katonai felszerelések egy részét biztonságosabb helyekre vitte, és ott fokozta harckészültségét. Kijevo blokádját néhány nappal a tüntetés után tárgyalások útján feloldották.

## Előzmények
1990-ben, a horvát szocialisták választási vereségét követően az etnikai feszültségek tovább fokozódtak. A Jugoszláv Néphadsereg ezután az ellenállás minimalizálása érdekében elkobozta Horvát területvédelem (Teritorijalna obrana) fegyvereit. Augusztus 17-én a feszültség a horvátországi szerbek nyílt lázadásává fajult, amelynek középpontja a dalmát hátországnak Knin körüli, túlnyomórészt szerbek lakta területei, Lika, a Kordun, Banovina és Kelet-Horvátország részei voltak. 1991 januárjában, miután Szerbia két sikertelen kísérletet tett (amelyet Montenegró, valamint a szerbiai Vajdaság és Koszovó tartományok támogattak), hogy megszerezze a jugoszláv elnökség jóváhagyását a JNA bevetéséhez a horvát biztonsági erők leszerelésére, márciusban a szerb felkelők és a horvát különleges rendőrség közötti vértelen összecsapás után maga a JNA, (Szerbia és szövetségesei támogatásával) kérte a szövetségi elnökséget, hogy adjon a számára háborús jogosítványokat és hirdessen ki rendkívüli állapotot. A kérelmet március 15-én elutasították, és a JNA lényegében Slobodan Milošević szerb elnök irányítása alá került. Milošević, aki Jugoszlávia megőrzése helyett a Szerbia bővítésére irányuló kampányt részesítette előnyben, nyilvánosan azzal fenyegetőzött, hogy a JNA-t szerb hadsereggel váltja fel, és kijelentette, hogy nem ismeri el többé a szövetségi elnökség fennhatóságát. A fenyegetés arra késztette a JNA-t, hogy Szerbia bővítése érdekében fokozatosan feladja Jugoszlávia megőrzésének terveit. A hónap végére, miután a JNA a felkelők oldalán avatkozott be, és megakadályozta a horvát rendőrség intézkedését, a konfliktus halálos kimenetelűvé fajult. Április elején a horvátországi szerb lázadás vezetői kinyilvánították szándékukat, hogy az ellenőrzésük alatt álló, a horvát kormány által szakadár régiónak tekintett területet Szerbia területébe integrálják.
1991 elején Horvátországnak nem volt reguláris hadserege. Annak érdekében, hogy megerősítse védekezését, megduplázta a rendőrség létszámát, mely így mintegy 20 000 főre nőtt. A haderő leghatékonyabb része a 3000 fős különleges rendőrség volt. A horvát álláspont a JNA szerb lázadásban betöltött szerepéről 1991 januárjától fokozatosan alakult ki. Franjo Tuđman horvát elnök eredeti terve az volt, hogy az Európai Közösség (EK) és az Egyesült Államok támogatását megszerezze Horvátországnak, és figyelmen kívül hagyta a JNA horvátországi laktanyáinak és katonai létesítmények elfoglalására vonatkozó tanácsot. Tuđman álláspontját az a meggyőződése motiválta, hogy Horvátország nem tud háborút nyerni a JNA ellen.

## A tüntetés
A spliti JNA-val való konfrontáció közvetlen oka Kijevo falu blokádja volt, ahol a horvát hatóságok új rendőrőrsöt állítottak fel, amelyet április 29-én nyitottak meg. A falut a Ratko Mladić ezredes által irányított JNA és a szerb felkelő erők vették körül, akadályozva a bejutást és megakadályozva az utánpótlás szállítását. Tuđman felszólította a szerbeket, hogy fejezzék be az ostromot.
A tüntetésre, válaszul Tuđman elnök korábbi nyilatkozatára, 1991. május 6-án került sor Splitben, a Horvát Szakszervezeti Szövetség Brodosplit Hajógyárban működő szervezetének szervezésében. A tiltakozás 10 000 hajógyári munkás részvételével indult, de végül más spliti gyárakból és a lakosságból csatlakozókkal hozzávetőleg 100 000-es tömegre nőtt. A tiltakozó felvonulók száma úgy nőtt, ahogy a felszólító rádióüzenetek nyomán egyre több polgár csatlakozott a támogatásra. A jugoszláv haditengerészet vízágyúkkal felszerelt hajóinak a kikötőbe való bejutását a Jadrolinija hajóival akadályozták meg. A tiltakozók a Banovina épülete körül pikettáltak, amely akkoriban a JNA Katonai-Tengerészeti Körzet és a Jugoszláv Haditengerészet parancsnoki központjainak adott otthont. A tüntetők követelték Kijevo blokádjának feloldását, a Banovina épülete előtt parkoló páncélosok visszavonását, valamint magára az épületre a horvát zászló kitűzését.
A tiltakozás során a tömeg megtámadta a JNA páncélozott szállítókocsiját, és sikerült eltávolítania a járműre szerelt gépfegyvert, míg az egyik tüntető, Ivica Balić horvát zászlót tűzött ki az épületre, miközben a tömeg a horvát himnuszt énekelte. Az épület előtt kirobbant dulakodásban Saško Gešovski, a JNA macedóniai hadköteles sorkatonája egy tömegből leadott lövés miatt meghalt. A délután végére a tömeg eltávolította az épületről a jugoszláv zászlót, elköltözött és szétoszlott.

## Következmények
Gešovskin kívül más nem halt meg, de több JNA katona megsebesült. Gešovski halála júniusban tüntetéseket váltott ki Macedónia fővárosában, Szkopjéban. A tüntetők Tuđmant okolták a gyilkosságért. A horvát kormány megtagadta, hogy sajnálatát fejezze ki Gešovski meggyilkolása miatt, és a szerb média a fiatal macedón halálát annak bizonyítékaként jelölte meg, hogy Tuđman kormánya újjáélesztette a fasiszta Usztasát, amely a második világháború alatt Horvátországot kormányozta.
Split akkori polgármestere, Onesin Cvitan azt állította, hogy Gešovskira a Banovina épületből lőttek. A horvát államügyészség azonban ennek ellentmondott, azt állítva, hogy Gešovskit valaki az épület előtt piketáló tömegből ölte meg. Nyomozás indult, de bizonyítékok hiányában az eljárást megszüntették. A JNA spliti biztonsági szolgálata, amelyet Ljubiša Beara ezredes irányított, Mato Sabljićot, Ivan Begonját, Roland Zvonarićot és Branko Glavinovićot jelölte meg a gyilkosság helyszínén zajló tüntetés szervezőiként, és június 5-én letartóztatta őket. Augusztus 19-én a szarajevói katonai bíróságon állították bíróság elé őket, és másféltől nyolc évig terjedő börtönbüntetést kaptak. A csoportot november 25-ig a fočai börtönben tartották fogva, amikor is JNA hadifoglyokra cserélték ki őket. A tiltakozásról évente megemlékeznek Splitben, és 2011-ben az eseményről monográfiát is adtak ki.
A tiltakozás nyomán a JNA fokozta helyőrségeinek harckészültségét Splitben és más dalmáciai területeken, és kivonta a tüzérség, valamint a személyzet egy részét Splitből a parttól távol lévő bázisaira. Ezen kívül a JNA Katonai-Tengerészeti Körzete elrendelte helyőrségeinek, hogy ivóvizet töltsenek fel és készítsenek elő áramfejlesztőket az áramellátás megszakadása esetére. A JNA a laktanyacsatát lezáró megállapodások értelmében 1992. január 4-ig evakuálta egységeit Splitből.
Kijevo ostromát napokkal a tiltakozás után, és két héttel azután, hogy a JNA blokád alá vette a falut tárgyalások útján feloldották. A megállapodás azonban rövid életűnek bizonyult, mivel a JNA egységei, ismét Mladić vezetésével, augusztusban megtámadták Kijevót, és elpusztították a falu jelentős részét. A támadás azután kezdődött, miután a horvát erők nem voltak hajlandók megadni magukat Milan Martić horvátországi szerb vezetőnek. Ez volt az egyik első olyan eset, amikor a JNA nyíltan a felkelő szerbek oldalára állt a gyorsan eszkalálódó horvát függetlenségi háborúban.

## Fordítás
Ez a szócikk részben vagy egészben  a(z)   1991 protest in Split című angol Wikipédia-szócikk ezen változatának fordításán alapul.  Az eredeti cikk szerkesztőit annak laptörténete sorolja fel. Ez a jelzés csupán a megfogalmazás eredetét és a szerzői jogokat jelzi, nem szolgál a cikkben szereplő információk forrásmegjelöléseként.